# Ely Parker

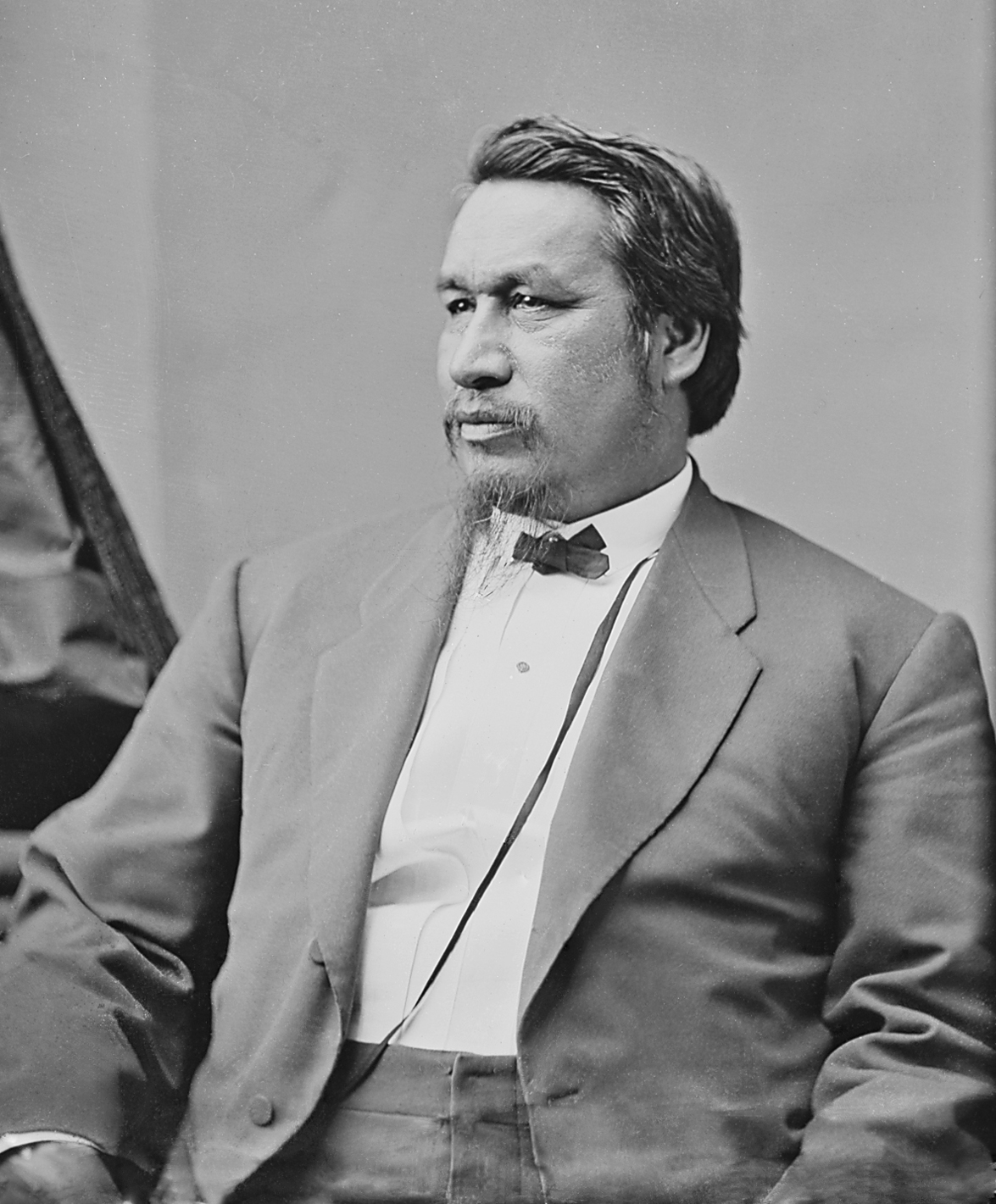
Ely Parker.

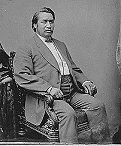
Ely S. Parker.

Ely Parker (Indian Falls, Nueva York, en aquella época parte de la Reserva India de los Tonawanda, 1828 - Fairfield, Connecticut, 1895), también llamado Hasanoanda, fue un dirigente seneca. En 1852 fue nombrado Donehogawa (Guardián de la Puerta Oriental). Ingeniero civil y amigo personal de Ulysses S. Grant, fue el redactor de la rendición de Appomattox en 1865. De enero de 1869 al verano de 1871 dirigió el Bureau of Indian Affairs (BIA), pero dimitió por presiones de toda clase. Ayudó al antropólogo Lewis Morgan a escribir su estudio sobre la Confederación Iroquesa. Vivió muy respetado por su pueblo, pero murió casi en la pobreza.